# باریسال-۴
باریسال-۴ (به لاتین: Barisal-4) یک منطقهٔ مسکونی در بنگلادش است که در ناحیه باریسال واقع شده‌است.